# Avatamsakasoetra
Avatamsakasoetra is een mahayana-boeddhistische soetra. De soetra beschrijft de kosmos van oneindige werelden. Deze werelden zijn weer een groep kleinere werelden. Verder beschrijft het de Bodhicitta om de verlichting te bereiken. Manjushri en Samantabhadra spelen een belangrijke rol in de vertelling.
De soetra vormt de basis van de Huayanschool in het Chinees boeddhisme. In Japan wordt deze school Kegon genoemd.
De Chineestalige soetravertaling bestaat traditioneel uit tachtig rollen.

## Geschiedenis
De Avatamsakasoetra werd geschreven in verschillende stappen. De eerste stap begon op z'n minst vijfhonderd jaar na de dood van Sakyamuni Boeddha. De eerste Chinese vertaling werd afgemaakt door Lokaksema in de tweede helft van de tweede eeuw. De tweede Chinese vertaling werd gemaakt door Śikṣānanda rond het jaar 699. Bij elke vertaling werd de soetra groter.